# Villevenard
Villevenard é uma comuna francesa na região administrativa do Grande Leste, no departamento de Marne. Estende-se por uma área de 13.28 km², e possui 209 habitantes, segundo o censo de 2018, com uma densidade de 16 hab/km².